# Lemme
Il Lemme è un torrente del Piemonte, lungo 35 km ed affluente di destra del torrente Orba.

## Percorso
Nasce alla falde del Monte Calvo, sul versante piemontese dell'Appennino ligure (nei pressi del Passo della Bocchetta), a 750 m sul livello del mare. Percorre un dislivello di circa 550 metri, con una pendenza maggiore nei primi 10 km.
Questo rende l'alta Val Lemme piuttosto impervia, caratterizzata da forte erosione e scarsi depositi alluvionali.
È in questo tratto che il torrente riceve i suoi principali affluenti, in particolare il Rio delle Acque Striate, nel territorio del Parco Regionale delle Capanne di Marcarolo.
Bagna i comuni di Fraconalto, Voltaggio, Carrosio e Gavi - dove riceve da destra il Neirone -  e, dopo un breve passaggio in una forra non lontana da San Cristoforo, si allarga in una pianura alluvionale, dove sono posti i comuni di Francavilla Bisio e Basaluzzo. Il Lemme si getta quindi nell'Orba in territorio comunale di Predosa.

## Principali affluenti

### In sinistra idrografica
- rio delle Acque Striate;
- rio Morsone: nasce nei pressi del Monte Tobbio e si getta nel Lemme a Voltaggio;
- rio Ardana: la parte alta della sua valle comprende il comune di Bosio, dal quale scende verso nord fino ad incontrare il Lemme a Gavi;
- rio Riolo: si origina nei pressi di San Cristoforo e corre verso nord-ovest con un percorso quasi parallelo al basso corso del Lemme, nel quale confluisce poco prima che a sua volta esso si getti nell'Orba.[3]

### In destra idrografica
- Rio Carbonasca: da Fraconalto scende verso Voltaggio dove raggiunge il Lemme;
- torrente Neirone:
- torrente Riasco: raccoglie le acque della zona compresa tra Pasturana e Tassarolo e sfocia nel Lemme a valle di Francavilla Bisio.[3]

## Regime idrologico

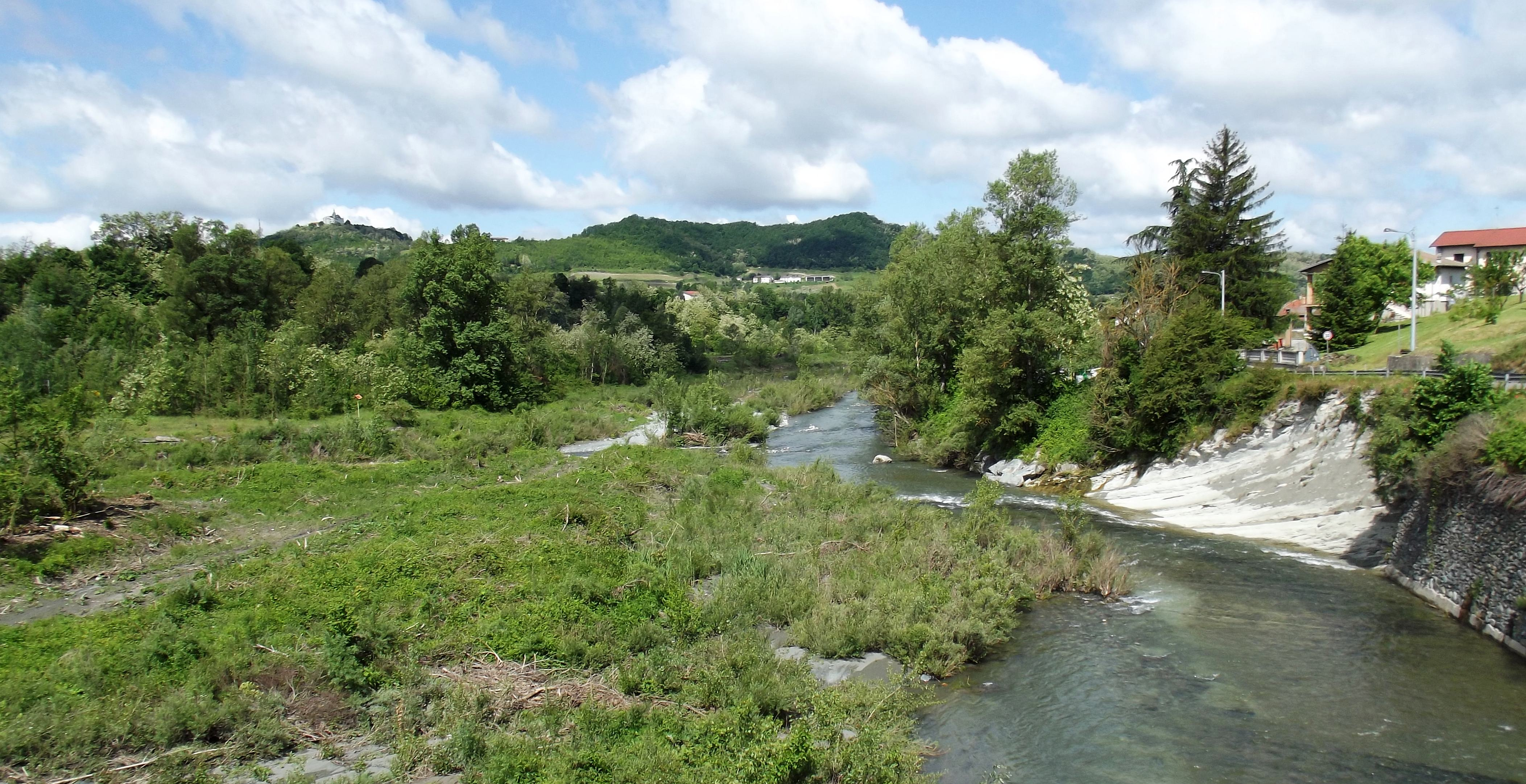
Il torrente a Gavi

Il Lemme è caratterizzato da una portata estremamente variabile con scarsità di acqua in estate. Ha dato luogo anche a temibili alluvioni, come quella del 1977.

## Storia
Il torrente diede il nome tra il 2 dicembre 1797 e il 28 aprile 1798 al Département du Lemmo o Dipartimento del Lemmo, una delle unità amministrative nelle quali era suddivisa la Repubblica Ligure, che aveva per capoluogo Gavi